# Molecular Imprinting

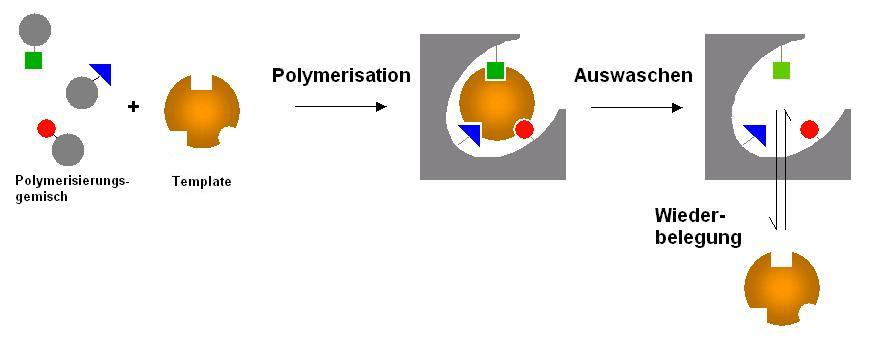
Prinzip des Molecular Imprintings

Durch Molecular Imprinting bzw. molekulares Prägen von Polymernanopartikeln können technisch angepasste, vollsynthetische Affinitätsrezeptoren produziert werden, die neue Produktionsmöglichkeiten für biotechnologische, biomedizinische und chemische Verfahren bieten.
Molekulare Erkennung spielt bei biologischen Prozessen in der Natur eine entscheidende Rolle für die jeweilige biologische Wirkung.
Die Immunantwort, bei der Antikörper als Reaktion auf sehr kleine Mengen Antigen gebildet werden, oder die Energieeinsparung durch Enzyme, die den Übergangszustand einer zu katalysierenden Reaktion stabilisieren können, sind Beispiele für eine spezifische Bindung zwischen biologischen Wirtsmolekülen und bestimmten molekularen Strukturen.
Die hohe Selektivität dieser natürlichen Systeme wird z. B. bei Enzymen durch zu einem einzulagernden Substrates komplementäre Formen auf der Enzymoberfläche erreicht. Enzyme werden heute in vielen technischen Anwendungen als Biokatalysatoren verwendet, in dieser Hinsicht haben sie jedoch durch ihre Instabilität einen entscheidenden Nachteil.
Das Molecular Imprinting bietet, durch die Verwendung von synthetischen Polymeren, eine Alternative zu diesen natürlichen Biokatalysatoren.
Es entsteht eine Matrix, die eine Affinität zu Biomolekülen aufweist, mit den Vorteilen einer chemisch stabilen Grundsubstanz.

## Prinzip
Um ein als Matrize oder Schablone wirkendes Molekül herum wird durch vernetzende Polymerisation ein Polymernetzwerk hergestellt. Die Vorlage für das Molekül, das später selektiv erkannt werden soll, wird dabei vom Polymer umschlossen.
Anschließend wird die Vorlage wieder aus dem vernetzten Polymer herausgewaschen. Zurück bleibt ein Hohlraum im Polymer, der als imprint bezeichnet wird und dessen Form und Polaritätsverteilung (Dipole, Wasserstoffbrückenbindungen, hydrophobe Wechselwirkungen) zur Vorlage komplementär ist.
Die Umgebung dieses Hohlraums geht somit spezifische Wechselwirkungen mit dem Template-Molekül ein und zeigt für diese Moleküle eine ausgeprägte Affinität.
Mit dem Molecular Imprinting lassen sich spezifische Bindungsstellen, ähnlich denen in Enzymen oder Antikörpern, in vernetzten, synthetischen Polymeren erzeugen.

## Anwendungen
Strukturerkennungselemente, die eine starke und selektive Bindung zu Molekülen eingehen, können als strapazierfähige, empfindliche Rezeptoren in der Spurenanalyse von Verbindungen eingesetzt werden.
Weitere Möglichkeiten sind das Abtrennen unerwünschter Verbindungen aus der Nahrung oder aus Körperflüssigkeiten (z. B. Blutreinigung), eine bei der industriellen
Herstellung von Feinchemikalien notwendige präparative Trennung (Racemat-Trennung) oder der Einsatz als künstliche Enzyme.